# Borki (powiat szydłowiecki)
Borki – wieś w Polsce położona w województwie mazowieckim, w powiecie szydłowieckim, w gminie Chlewiska. Ma status sołectwa.
W latach 1975–1998 miejscowość należała administracyjnie do województwa radomskiego.
Przez wieś przechodzi  niebieski szlak turystyczny z miejscowości Pogorzałe do Kuźniaków.
Wieś rodzinna Sławomira Nowakowskiego. Dzięki jego protestom Borki zostały przyłączone do województwa mazowieckiego.
Wierni Kościoła rzymskokatolickiego należą do parafii Matki Bożej Nieustającej Pomocy w Hucie.